# سن-آلفرد، کبک
سن-آلفرد (به فرانسوی: Saint-Alfred) شهری در منطقه شهری روبر-کلیش ناحیه شودییر-آپالاش در استان کبک کانادا است. در سرشماری سال ۲۰۱۱ این شهر ۴۴۶ نفر جمعیت داشته‌است و مساحت آن ۴۲٫۴۲ کیلومتر مربع است.